# Australasian Championships 1915
Gli Australasian Championships 1915 (conosciuto oggi come Australian Open) sono stati l'11ª edizione degli Australasian Championships e terza prova stagionale dello Slam per il 1915. Si è disputato nell'agosto del 1915 sui campi in erba del Milton Courts di Brisbane in Australia. 
Il singolare maschile è stato vinto dal britannico Gordon Lowe, che si è imposto sull'australiano Horace Rice in quattro set. Nel doppio maschile si è imposta la coppia formata da Horace Rice e Clarence Todd. 
Non si sono giocati i tornei femminili e il doppio misto che saranno introdotti nel 1922.

## Risultati

### Singolare maschile
Gordon Lowe ha battuto in finale  Horace Rice con il punteggio di 4–6, 6–1, 6–1, 6–4.

### Doppio maschile
Horace Rice /  Clarence Todd hanno battuto in finale  Gordon Lowe  /  Bert St John con il punteggio di 8–6, 6–4, 7–9, 6–3.